# Goul 2011
Goul 2011 ApS er en dansk landbrugsvirksomhed med hovedkvarter i Brøndum ved Skive. Virksomheden fungerer som holdingselskab for Lotte Holmgaard Gouls landbrugsselskaber, hvoraf de væsentligste er LECA Gris og et delejerskab af Fruedal Agro (50,1 %). LECA Gris producerer grise og samlet har Goul 2011 ca. 8.500 søer og producerer årligt knap 200.000 slagtegrise. Virksomheden har igangværende planer om at udvide produktionen til årligt 320.000 slagtegrise. Landbrugsjorden drives i selskabet Fruedal Agro, hvor de har godt 3.000 hektar. 
Direktør i virksomheden er Esper Goul Jensen, der tidligere ejede virksomheden EGJ Invest A/S. EGJ Invest gik konkurs i 2014 grundet fejlslagne investeringer i vindmølleprojektet Scan Energy.